# 1108 w literaturze
Wydarzenia literackie w 1108 roku.

## Zmarli
- 4 stycznia – Gertruda Mieszkówna, polska księżniczka i pisarka (ur. ok. 1025)